# Баджалски хребет
Баджа̀лският хребет (на руски: Баджальский хребет) е планински хребет в Далечния Изток, в южната част на Хабаровски край.
Простира се от югозапад на североизток на протежение около 220 km между долината на река Амгун (ляв приток на Амур) на северозапад и долините на реките Горин (ляв приток на Амур) и Урми (дясна съставяща на Тунгуска, ляв приток на Амур) на югоизток. На югозапад се свързва с Бурейнския хребет. Максимална височина връх Крал 2219 m, издигащ се в изворната област на реките Герби, Талиджак и Баджал (десни притоци на Амгун). Хребета е изграден от пермски шисти и пясъчници, кредни андезито-базалти, пронизани от гранити, порфири и габро-диорити. По билото му има алпийски релефни форми и храстово-лишейна тундрова растителност, а надолу по склоновете – елова и елхова тайга, сменяща се в най-ниските части с гори от лиственица.